# Повернутись зі світанком (фільм, 2013)
«Повернутись зі світанком» (крим. Tan Atqanda Qaytmaq) — український короткометражний драматичний фільм, знятий Наріманом Алієвим. Перший фільм трилогії «Кримські історії».

## Сюжет
Історія про батька і сина, які мають різні погляди на майбутнє і різне уявлення про життя.

## Виробництво
Знімання проходило навесні 2013 року в Криму. Головні ролі виконали непрофесійні актори — двоюрідні дядьки режисера Нарімана Алієва Ільяс Білялов та Наріман Білялов.

## Кінофестивалі
- 2013 — Київський міжнародний кінофестиваль «Молодість» (Національний конкурс)
- 2014 — Московський міжнародний кінофестиваль (Міжнародний конкурс)
- 2014 — Одеський міжнародний кінофестиваль (Національний конкурс)